# Église Saint-Sylvain de Saint-Sauvant (Vienne)
Pour l'église de Charente-Maritime, voir Église Saint-Sylvain de Saint-Sauvant (Charente-Maritime).
L'église Saint-Sylvain est une église catholique située à Saint-Sauvant, en France.

## Localisation
L'église est située dans le département français de la Vienne, sur la commune de Saint-Sauvant.

## Historique
L'édifice est classé au titre des monuments historiques en 1979.
L'église est placée sous le vocable de saint Sylvain, prêtre envoyé en Gaule par saint Pierre. La commune abritant une vaste forêt, il est possible que ce nom ait été donné en continuité aux croyances païennes, et au dieu romain tutélaire des forêts : Sylvanus. L'église est enregistrée par erreur administrative au patrimoine historique en 1979 sous le patronage erroné de saint Romain, alors que les parchemins du Moyen Âge et les registres paroissiaux de l'Ancien Régime et d'aujourd'hui ne citent que Saint Sylvain[réf. souhaitée].
L'extérieur ne laisse voir aucune sculpture. (Le cimetière actuel de la commune a été ouvert vers 1810). C'est une église prieurale qui fut rattachée à l'abbaye de Celles-sur-Belle en 1121. Plusieurs rénovations ont transformé l'aspect roman de l'église, notamment au XVe siècle.

## Description
Le clocher-porche a conservé sa voute romane avec des coupoles sur trompes. La nef est composée de trois travées. Elle date comme le clocher-porche du XIIIe siècle. Au carré du transept, des chapiteaux sont décorés de chouettes, de lions affrontés et de gros masques humains. Il peut être surprenant de voir des chouettes dans une église romane. Animal vivant la nuit, la chouette est un symbole maléfique, une figure diabolique ou une manifestation du Malin. Mais la chouette, comme souvent dans le bestiaire roman, est aussi un symbole positif : c'est celui de la sagesse, de l'intelligence et de la connaissance rationnelle. D'où sa présence au cœur de la cité céleste qu'est l'église.
Beau vitrail de 1886 de l'atelier Julien Fournier de Tours.
Autour de l'église, de nombreux sarcophages mérovingiens. Ils témoignent de la présence d'une communauté chrétienne importante au Ve siècle.